# مایل هستید برقصیم؟ (فیلم ۱۹۹۶)
مایل هستید برقصیم؟ (انگلیسی: Shall We Dance?) فیلمی در ژانر کمدی به کارگردانی ماسایوکی سو است که در سال ۱۹۹۶ منتشر شد.

## بازیگران
- کوجی یاکوشو در نقش شوهی سوگیاما
- تامییو کوساکاری در نقش مای کیشیکاوا
- نائوتو تاکناکا در نقش تومیو آئوکی
- ریکو کوسامورا در نقش تاماکو تامورا
- اریکو واتانابه در نقش تویوکو تاکاهاشی
- ماساهیرو موتوکی در نقش هیروماسا کیموتو